# A Place to Stay

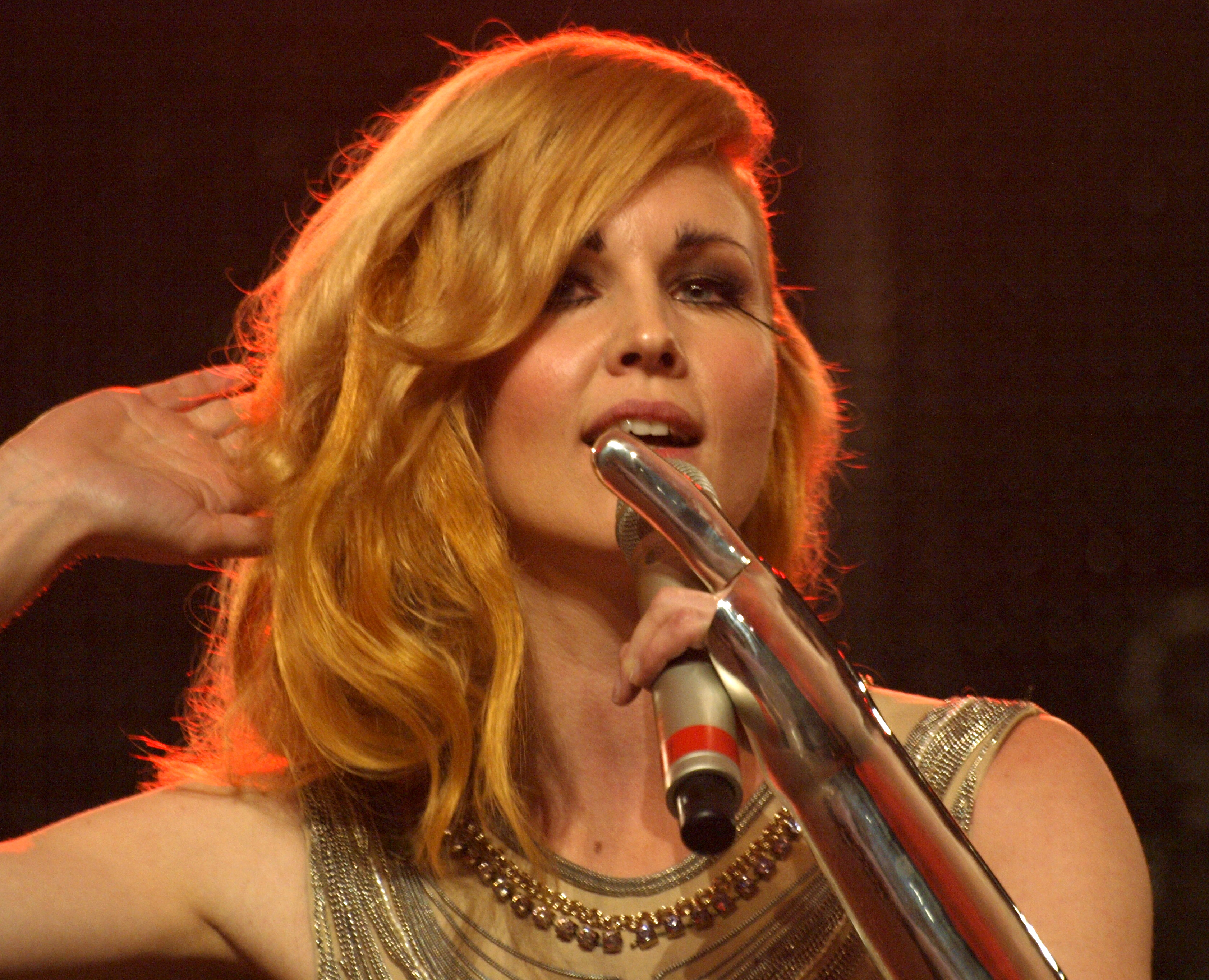
Jenny Silver framförde låten i Melodifestivalen 2010.

"A Place to Stay" är en låt från 2010 skriven av Torben Hedlund. 
Låten framfördes första gången i första deltävlingen i Örnsköldsvik under Melodifestivalen 2010 av Jenny Silver, men gick inte vidare.

## Listplaceringar
| Lista (2010) | Topplacering |
| ------------ | ------------ |
| Sverige      | 12           |